# Ellen Hørup
Ellen Gunhilde Hørup, född 29 december 1871 i Köpenhamn, död 25 mars 1953, var en dansk journalist, författare och fredsaktivist.

## Biografi
Ellen Hørup var dotter till journalisten och politikern Viggo Hørup (1841–1902) och vice skolinspektören Emma Hørup (1836–1923). Fadern var en av de mest framträdande personligheterna inom den radikala och frisinnade rörelsen i Danmark, vilket kom att prägla Ellen Hørup. Hon tog studentexamen som privatist 1890 och utbildade sig sedan till tandläkare. Hon tog examen i både Köpenhamn (1893) och Paris (1894) men praktiserade detta yrke endast under en sommar som vikarie. Hon gifte sig med advokaten och direktören Vilhelm Nielsen 1896. Under 1910-talet arbetade hon som översättare av franska och engelska romaner, bl.a. för dagstidningen Politiken. Hon behärskade engelska, franska, tyska, italienska och ryska flytande.
Hørup fick sina första artiklar publicerade i tidningen Tilskueren 1912. Hon fick sin första krönika publicerad i Politiken 1927 och var därefter en mycket flitig skribent för tidningen. Hon var även ledamot i tidningens styrelse 1933–1949. Hon skrev, som en av de första kvinnorna i Danmark, främst utrikespolitiska reportage och artiklar om utsatta människors levnadsvillkor. Hon var starkt engagerad i Indiens kamp för självständighet från Storbritannien och var anhängare av Mahatma Gandhis pacifistiska motståndspolitik. Hon besökte Indien två gånger och träffade Gandhi personligen. Tillsammans med konstnären Cathinca Olsen och sångerskan Bokken Lasson arbetade hon för Gandhi och hans självständighetskampanj. Det resulterade senare i att hon grundade föreningen Indiens Venner och en tidskrift med samma namn, som gavs ut 1930–1938. Hon gav ut boken Gandhis Indien 1931, i vilken hon riktade skarp kritik mot den brittiska kolonialpolitiken och imperialismen. Hon var hederssekreterare i International Committee for India (1932–1938) och styrelseledamot i Dansk-Indisk forening från 1948.
Hørup var även anhängare av Nationernas Förbund (NF) och flyttade till Genève 1932 för att kunna skriva om organisationens arbete på nära håll. Hon upprättade nyhetsbyrån Journal des Archives som publicerade nyheter om NF:s fredsarbete på engelska, franska och tyska. Hon skrev själv även oräkneliga artiklar om det spanska inbördeskriget, den brittiska imperialismen och stormaktspolitiken. Hon gjorde sig även bemärkt som en skarp kritiker och motståndare av totalitarism, militarism, nazism och fascism redan innan andra världskrigets utbrott. Hon var även motståndare av Sovjetunionen och dess auktoritära styre. Under efterkrigstiden tog hon även avstånd ifrån Nato. Hon var en del av den krets av danska kvinnor som upprättade fredsorganisationen Danmarks Demokratiske Kvindeforbund 1948, en avdelning av Kvinnornas Demokratiska Världsförbund.
Andra världskriget och Nazitysklands ockupation av Danmark hindrade Hørup från att skriva utrikespolitiska artiklar av den kritiska sorten. Hon ägnade sig därmed åt en annan stor hjärtefråga under dessa år; barns rättigheter. Hon var en skarp kritiker av den danska barnomsorgen och skildrade genom tidskriften Forældrebladet de undermåliga förhållandena på danska barnhemmen. Hon motsatte sig bl.a. användandet av barnaga inom dessa institutioner. Hon skickade även in klagomål och anmälningar mot dessa institutioner till de danska myndigheterna. Hon grundade tidskriften Tværtimod 1951, som främst kom att behandla frågor om barnomsorg.
Kort innan sin död 1953 arbetade Hørup med artiklar om livsvillkoren för fattiga italienska bönder samt kritiska artiklar mot Koreakriget.